# Spilosoma euryphlebia
Spilosoma euryphlebia är en fjärilsart som beskrevs av George Francis Hampson 1903. Spilosoma euryphlebia ingår i släktet Spilosoma och familjen björnspinnare. Inga underarter finns listade i Catalogue of Life.